# Баркарола (судно)
Баркарола или баркаролла (итал. barkarolla от итал. barca — лодка и итал. rolla — качаться) — историческое название небольших итальянских речных прогулочных безмачтовых лодок типа гондолы вместимостью от четырёх до пяти человек. Наименование этого типа гребных судов стало основой для названия знаменитой песни венецианских гондольеров — баркаролы.